# PASSPO☆
PASSPO☆（ぱすぽ）は、かつて存在した日本の女性アイドルグループ 。プラチナム・パスポート所属。2009年に「ぱすぽ☆」として結成され、2013年にPASSPO☆へ改名した。2018年に解散。なお、派生ユニットの「はっちゃけ隊」は存続している。

## 概要
コンセプトは「空」と「旅」、モチーフはキャビンアテンダント。
女性グループとしてオリコン史上初の週間ランキング初登場1位デビューを果たした。
「みんなでつくるアイドルユニット」をコンセプトに、事務所主導のもとブログやTwitterを使ってファン・メンバーの意見を募集・討論しながらグループが結成された。音楽性は「みんなで踊れるロック」。また、四字熟語「十人十色」に絡めメンバー10名の個性を10色のイメージカラーで表現した。
ファンの意見を取り入れて決定したグループ名ぱすぽ☆は所属事務所プラチナム・パスポートのパスポートが由来。これを発展させパスポート（ファンクラブカード）を発行しフライト（ライブ）ごとにマイルを貯めるとエコノミークラス、ビジネスクラス、ファーストクラスなどクラス分けした特典が受けられるマイレージ制の導入、メンバー自らデザインを手掛けるキャビンアテンダントをイメージした衣装、キャリーバッグを使ったダンス、PASSPO☆用語などで『空と旅』に統一した世界観を演出した。衣装はほかに事務所の先輩若槻千夏がプロデュースしたものがある。
結成当初よりライブ活動を重視しており、ライブハウスをメインに激しい楽曲に合わせたパフォーマンスを行った。ワンマンライブではライブ会場を離陸前の機内に見立て機内アナウンスが入ったオープニングサウンドエフェクト（OPSE）が流れたのちメンバーの「PASSPO☆TAKEOFF!」という掛け声でライブが始まり、「本日はご搭乗ありがとうございました !!」の言葉で締めくくった。
振付は一介のアイドルファンであった竹中夏海がぱすぽ☆の所属事務所に売り込みをかけたところに端を発し大きな影響を与えた。PASSPO☆のダンスは万華鏡・渡り鳥とも表される変幻自在なフォーメーションが特徴だが、この点について竹中は「チアダンスの振付・指導をしていた経験があるので振り付けのときはまずフォーメーションから考えるんです。だから私のなかでは当たり前の工程というかいつもどおりの順番でやっているだけのことです」と語っている。竹中が心掛けていることはメンバー個々がメッセージを発信して行ける余地を残すことおよびアイコンタクトを取るタイミングなどは演者に任せること。ぱすぽ☆結成前からダンスの経験がある玉井・槙田両名は自ら振付を発案した。また竹中は、振付以外でもPASSPO☆メンバーに少なからぬ影響を与えた。
サポートバンドはThe Ground Crewと呼ばれ元ZERO・HAVのペンネとアラビアータ機長（ギター）のもとUNITEDの横山明裕（ベース）、元SEX MACHINEGUNSのHIMAWARI（ドラム）とPANTHER（ギター）、GargoyleのKENTARO（ギター）、The Distortionの$pyke（ベース）などメロスピ・スラッシュメタル寄りのミュージシャンが集結。PASSPO☆ライブでの生演奏・レコーディングだけに留まらず、The Ground Crewワンマンライブも開催した。
PASSPO☆・The Ground Crewワンマンライブから間もない2014年5月13日に横山が急逝。PASSPO☆、The Ground Crewおよび振付師はブログやTwitterを通してそれぞれの想いを綴った。PASSPO☆は2014年6月14日開催の第1部タイトルを『453（横さん）便』とし追悼ライブとした。このライブで横山のベースが最後の愛弟子である増井みおに託された。
PASSPO☆がプロデュースするアイドルぷちぱすぽ☆が2015年から活動していたが2018年3月21日に解散。
2018年5月18日に解散を発表。9月22日の中野サンプラザがラストフライト（ラストライブ）となり9年間の歴史に幕を閉じた。また「解散後もPASSPO☆の楽曲を歌い継いでいきたい」という意志が揺るがなかった根岸、森に関しては「何かしらの形で彼女たちが歌い続けられる場所を残していきたいと考えております」との発表も併せて行われた。

### PASSPO☆用語
- クルー：PASSPO☆のメンバー
- パッセンジャー（パッセン）：すべてのPASSPO☆ファン
  - ★パッセン（例：白パッセン）：特に★色（例：根岸）を応援しているファン
- キャプテン：PASSPO☆のリーダー根岸愛のこと
- チーフパーサー：PASSPO☆の副リーダー藤本有紀美のこと
- 先生：振付師竹中夏海のこと
- 機長：音楽プロデューサー阿久津健太郎のこと
- The Ground Crew（グラクル）：サポートバンド名
- フライト：ライブ
- 搭乗券：ライブチケット
- BOARDING / DEPARTURE：開場 / 開演
- 誘導灯：ペンライト

### はっちゃけ隊
安斉・岩村・藤本・森の4名ではっちゃけ隊を結成。2015年9月にワンマンライブを開催。2016年9月にシングル「Born this うぇ〜い」を発売。

## 略歴
2009年
1月28日、みんなでつくるアイドルユニットプロジェクトとしてスタート。プラチナム・パスポートに所属する19名の中高生がメンバー候補として紹介される。
2月、秋葉原街頭でメンバー候補者たちによるティッシュ配りを始める。
3月15日、お披露目会をLIVE PARK in AKIBAにて開催。第1次メンバー選考会も行われメンバー候補者が12名に選抜される。
5月9日・10日、千本桜ホールにて舞台『モンゴリアンチョッパーズ』公演。第2次選考会を兼行。
6月1日、正式メンバー10名が発表される。
6月10日、ユニット名が決定。
6月19日、10名の担当カラーが決定。
11月17日、デビューフライト＠morph-tokyo。
2010年
3月20日 - 22日、劇場HOPEにて舞台『サクラ色』公演を開催。
3月31日、デビューシングル「Let it GO !!」を発売。
4月5日、tvkにて初の冠バラエティ番組『ハイテンションプリーズ』放送開始。
4月11日、初のマイレージ特典ツアーを開催（浜松バスツアー）。
5月3日、初ワンマンフライト＠原宿アストロホール。
8月7日・8日、TOKYO IDOL FESTIVALに出演。
9月7日、上海万博（日本産業館）に出演。
10月20日、シングル「Pretty Lie」、「GPP」および「Go On A Highway」を3作同時発売。
11月23日、morph-Tokyoにて1周年記念ライブを行う。
12月8日、初めてのアルバム『TAKE☆OFF』を発売。インストアイベントとして19回に及ぶ『石丸電気フライトマラソンツアー』を敢行。
2011年
1月9日、横浜消防出初式2011に出演。
1月30日、就航式＠ベルサール秋葉原。
2月3日、神田明神の節分祭にて豆まき。
5月4日、メジャーデビューシングル「少女飛行」を発売。
5月16日、女性グループとしてはオリコン史上初のデビューシングル初登場週間1位を獲得。
6月1日、公式ファンクラブ「PAL☆」を発足。
7月1日、Japan Expo in PARISに出演。
7月16日、SHIBUYA-AXワンマンライブ。
8月8日、お台場合衆国めざましライブに出演。
8月24日、2ndシングル「ViVi夏」発売。
11月16日、赤坂BLITZにて2周年記念ライブを行う。
12月7日、メジャー1stアルバム『CHECK-IN』、DVDシングル「キス=スキ」発売。
12月27日・28日・30日、東名阪Zeppツアーを開催。
12月30日、佐久間夏帆が卒業。
12月31日、パスポート・マイレージ制度廃止。
2012年
3月7日、3rdシングル「君は僕を好きになる」発売。8人の新メンバー候補生 の中から1人か該当者無しの9択から1つを選ぶ投票券が封入された。
3月31日、初のホールコンサートを中野サンプラザにて開催。投票結果が発表され現状のメンバー9名で今後も活動する事となった。
4月12日、公式モバイルサイトをリニューアルし「ぱすぽ☆モバイル」有料コースを設ける。
4月19日、「世界一周ロックの旅」をテーマにした「ぱすぽ☆エアライン3部作」第1弾がLAメタルに決定。
5月11日 - 17日、羽田神社境内にてぱすぽ☆神社期間限定で建立。
6月16日、初のオールナイトイベント『ぱすぽ☆のはっちゃけNIGHT』開催。
6月25日、指原莉乃プロデュース『第一回ゆび祭り〜アイドル臨時総会〜』に出演。
7月8日、Next Flightフェス＠日比谷野外音楽堂
8月14日・15日・18日、東名阪Zepp ツアーを開催。
8月26日、夏空HANABIフェス＠よみうりランド
9月9日、玉井：振付（ダムダムフリーダム）。
10月8日、WINGフェス＠Zepp Tokyo
11月3日、「ぱすぽ☆モバイル」にてフライトアンケート受付を開始。
11月18日、One Worldフェス＠品川ステラボール
11月25日、新宿BLAZEにて3周年記念ライブを行う。
12月28日、渋谷公会堂フライト。2013年1月1日にPASSPO☆へ改名することを発表。
2013年
1月1日、PASSPO☆に改名。
2月13日、7thシングル「サクラ小町」発売。
3月7日 - 30日、初の全国ツアーとなる『PASSPO☆チャーター便フライトツアー2013』を全国7都市で開催。
3月27日、初のベストアルバム『ぱすぽ☆ベスト1』と『ぱすぽ☆ベスト2』を同時発売。増井：本格的に衣装プロデュースを担当。
4月6日、テレビ東京にて冠番組『PASSPO☆の尺うまTV』放送開始。
5月3日 - 6日、リアルチャーター便フライトツアー開催（台湾）。
6月30日 - 8月31日、全国ツアー『PASSPO☆チャーター便フライトツアーin Summer Vacation !!』開催。
12月11日、3rdアルバム『JEJEJEJET!!』発売。槙田：振付（MASK）根岸：作詞（くちゃLOVE）増井：作詞（おねがい）。
2014年
1月18日 - 2月9日、ツアー『PASSPO☆関東近郊フライトツアー2014』開催。
3月26日、12thシングル「Perfect Sky」発売。
6月14日 - 7月24日、全国ツアー『PASSPO☆ 結成5周年 カウントUPツアー 前編』開催。
9月12日、UNITED横山明裕追悼フェスに出演。
9月13日 - 10月25日、全国ツアー『PASSPO☆ 結成5周年 カウントUPツアー 中編』開催。9月28日@新宿BLAZE、奥仲が卒業宣言。
11月2日 - 23日、全国ツアー『PASSPO☆ 結成5周年 カウントUPツアー 後編』開催。
2015年
1月1日、『PASSPO☆ 結成5周年 カウントUPツアー』ファイナル。奥仲が卒業。
3月7日 - 4月4日、『PASSPO☆ ワンマンフライトツアー2015 〜More Attention〜』開催。
5月13日、4thアルバム『Beef or Chicken?』発売。安斉：作詞（ハイテンションエモーション）槙田：作詞（Not in theory）。
5月30日・31日、『PASSPO☆ ワンマンフライトツアー2015 〜More Attention〜』追加公演開催。
5月31日、「PASSPO☆でつくるアイドルユニットぷちぱすぽ☆」プロジェクト始動。槙田が休業に入る。
7月31日、Twitterアカウント乗っ取り事件示談成立。
9月6日、はっちゃけ隊初ワンマン。
9月13日 - 11月28日、『PASSPO☆フライトツアー ROCK周年ツアー アリガート便』開催。東京・品川ステラボールにて開催されたツアーファイナル公演で日本クラウンへの移籍を発表。
12月20日 - 2016年1月24日、『Mr.Wednesday 発売記念1都6県フリーフライトツアー』開催。
12月30日、槙田紗子が卒業。
2016年
2月10日・17日・24日、『Mr.Wednesday 東名阪フライトツアー』開催。
2月24日、Re:デビュー・シングル「Mr.Wednesday」を日本クラウンより発売。
5月28日、原宿アストロホールにてBAND PASSPO☆初ワンマン『BAND PASSPO☆ 1stワンマンLIVE』開催。
7月16日・17日・23日、『バチェロレッテは終わらない リリース記念東名阪ツアー』開催。
9月11日 - 11月6日、『PASSPO☆の未来 左右ツアー 〜Road to 所沢航空公園〜』開催。
11月19日、『PASSPO☆的・野外音楽堂=所沢航空公園 〜史上最大の野外ワンマンフライト〜』開催。
12月、7月19日から11月15日までの投票期間で行われたカルビー「ポテリッチ presents アイドル神推し決定戦」でPASSPO☆が1位を獲得。12月下旬から2017年1月下旬の間「ポテリッチ 絶品うま塩味」のイメージキャラクターとしてパッケージに登場。
2017年
1月22日 - 4月1日、バンドスタイルとパフォーマンスの2部構成で行われるツアー『歌って踊って奏でるツアー』開催。
6月18日 - 9月9日、全国ツアー『青年も、大志を抱け！ツアー』開催。
9月9日、日本青年館ワンマンフライト開催。
11月4日 - 2018年2月4日、『歌って踊って奏でるツアー 2017→2018』開催。
12月31日、2017カウントダウンパーティー＠原宿アストロホール開催。
2018年
5月20日 - 9月22日、1部ではゲストを招いてのバンド形式、2部ではPASSPO☆単独での通常のパフォーマンスを披露する2部構成の全国ツアー『歌って踊って奏でる対バンツアー〜Road to 中野サンプラザ〜』開催。
9月22日、『歌って踊って奏でる対バンツアー〜Road to 中野サンプラザ〜』の最終日。中野サンプラザでラストフライトを開催し解散。
11月25日、根岸がmorph-Tokyoで開催された『The Ground CrewワンマンVol.7〜Come home anytime〜』に出演。
2019年
2月、派生ユニットのはっちゃけ隊が再集結し、再始動イベント開催を発表。

## メンバー
解散時のメンバー
| 名前                       | 愛称     | 生年月日（年齢）      | 出身地   | 担当色              | バンド     | 特徴                                                |
| -------------------------- | -------- | --------------------- | -------- | ------------------- | ---------- | --------------------------------------------------- |
| 根岸愛 ねぎし あい         | あいぽん | 1992年9月27日（32歳） | 埼玉県   | 白                  | キーボード | 写真集、ラジオDJ                                    |
| 増井みお ますい みお       | みおみお | 1994年10月6日（30歳） | 東京都   | 水色→ミントグリーン | ベース     | 写真集、衣装デザイン                                |
| 玉井杏奈 たまい あんな     | あんにゃ | 1995年1月31日（30歳） | 東京都   | 紫                  | ドラムス   | 振付、ラジオDJ                                      |
| 森詩織 もり しおり         | もりし   | 1992年11月8日（32歳） | 東京都   | 黄色                | ボーカル   | はっちゃけ隊（元さん）、元バスケ部                  |
| 安斉奈緒美 あんざい なおみ | なおみん | 1992年4月16日（33歳） | 埼玉県   | 赤→パッションピンク | ギター     | はっちゃけ隊（ザイアン）                            |
| 岩村捺未 いわむら なつみ   | なちゅ   | 1991年7月29日（34歳） | 神奈川県 | オレンジ            | タンバリン | はっちゃけ隊（カリスマ）                            |
| 藤本有紀美 ふじもと ゆきみ | ゆっきぃ | 1992年4月11日（33歳） | 東京都   | 青                  | ギター     | はっちゃけ隊（DJ FUJIKI） 妹はぷちぱすぽ☆の藤本理子 |

### 旧メンバー
| 名前                     | 愛称         | 生年月日（年齢）       | 出身地   | 担当色 | バンド   | 特徴                                                            |
| ------------------------ | ------------ | ---------------------- | -------- | ------ | -------- | --------------------------------------------------------------- |
| 佐久間夏帆 さくま かほ   | むっしゅ     | 1992年6月19日（33歳）  | 福岡県   | 緑     | N/A      | 2011年12月30日脱退 はっちゃけ水着隊、後に福岡県のタレント       |
| 奥仲麻琴 おくなか まこと | まこっちゃん | 1993年11月18日（31歳） | 埼玉県   | 桃色   | オルガン | 2015年1月1日脱退 『仮面ライダーウィザード』出演、写真集、トレカ |
| 槙田紗子 まきた さこ     | さこてぃ     | 1993年11月10日（31歳） | 神奈川県 | 黄緑   | ギター   | 2015年12月30日脱退 振付・演出、作詞                             |

## 作品
順位はオリコン週間ランキング最高位。

### シングル
| #  | タイトル                                             | 発売日         | 順位  |
| -- | ---------------------------------------------------- | -------------- | ----- |
| 1  | Let It Go!!                                          | 2010年3月31日  | 129位 |
| 2  | ハレルヤ                                             | 2010年7月14日  | 098位 |
| 3  | GPP                                                  | 2010年10月20日 | 096位 |
| 4  | Go On A Highway                                      | 2010年10月20日 | 099位 |
| 5  | Pretty Lie                                           | 2010年10月20日 | 094位 |
| 6  | DEPARTURE                                            | 2010年12月19日 | 圏外  |
| 7  | 少女飛行                                             | 2011年5月4日   | 001位 |
| 8  | ViVi夏                                               | 2011年8月24日  | 003位 |
| 9  | 君は僕を好きになる                                   | 2012年3月7日   | 017位 |
| 10 | Next Flight                                          | 2012年6月13日  | 011位 |
| 11 | 夏空HANABI                                           | 2012年8月15日  | 017位 |
| 12 | WING                                                 | 2012年10月3日  | 004位 |
| 13 | サクラ小町                                           | 2013年2月13日  | 006位 |
| 14 | STEP&GO/ キャンディー・ルーム                        | 2013年5月22日  | 014位 |
| 15 | Truly                                                | 2013年6月26日  | 007位 |
| 16 | 妄想のハワイ                                         | 2013年7月31日  | 012位 |
| 17 | Growing Up                                           | 2013年10月16日 | 009位 |
| 18 | Perfect Sky                                          | 2014年3月26日  | 007位 |
| 19 | 向日葵                                               | 2014年8月20日  | 007位 |
| 20 | Mr.Wednesday                                         | 2016年2月24日  | 009位 |
| 21 | バチェロレッテは終わらない                           | 2016年7月27日  | 021位 |
| 22 | ギミギミaction/ ラブリフレイン                       | 2016年11月23日 | 023位 |
| 23 | すてんだっぷガールズ! 〜第1話 ダメダメ怪獣にご用心〜 | 2017年9月27日  | 013位 |

はっちゃけ隊
順位はオリコン週間ランキング最高位。
1. Born this うぇ〜い（2016年9月14日、47位）

### アルバム
| # | タイトル         | 発売日         | 順位  |
| - | ---------------- | -------------- | ----- |
| 1 | TAKE☆OFF         | 2010年12月8日  | 168位 |
| 2 | CHECK-IN         | 2011年12月7日  | 014位 |
| 3 | One World        | 2012年11月14日 | 026位 |
| 4 | JEJEJEJET!!      | 2013年12月11日 | 019位 |
| 5 | Beef or Chicken? | 2015年5月13日  | 005位 |
| 6 | Cinema Trip      | 2017年2月15日  | 020位 |

### ベスト・アルバム
| # | タイトル                                                    | 発売日         | 順位  |
| - | ----------------------------------------------------------- | -------------- | ----- |
| 1 | ぱすぽ☆ベスト1                                              | 2013年3月27日  | 064位 |
| 2 | ぱすぽ☆ベスト2                                              | 2013年3月27日  | 073位 |
| 3 | TRACKS                                                      | 2014年12月10日 | 009位 |
| 4 | PASSPO☆ COMPLETE BEST ALBUM 'POWER -UNIVERSAL MUSIC YEARS-' | 2015年12月2日  | 168位 |
| 5 | PASSPO☆ COMPLETE BEST ALBUM 'POP -UNIVERSAL MUSIC YEARS-'   | 2015年12月2日  | 175位 |

### 映像作品
| タイトル                                                              | 発売日        | 規格品番  | 備考     |
| --------------------------------------------------------------------- | ------------- | --------- | -------- |
| ぱすぽ☆Stage『サクラ色』                                              | 2010年5月3日  | DVD＋CD   |          |
| アテンションプリーズ☆ DVD-COMPLETE BOX                                | 2010年8月25日 | JRRC-1011 |          |
| ジャルジオアニマール                                                  | 2010年8月25日 | microSD   | 全10話   |
| アテンションプリーズ☆ ディレクターズカット版                          | 2011年8月26日 | VUBF-5003 |          |
| ぱすぽ☆の「ぱ」                                                       | 2011年12月1日 | LPFD-235  |          |
| ぱすぽ☆の「す」                                                       | 2011年12月1日 | LPFD-236  |          |
| ぱすぽ☆の「ぽ」                                                       | 2011年12月1日 | LPDD-69   |          |
| キス=スキ                                                             | 2011年12月7日 | UPBH-1295 |          |
| 2010年〜2011年いろんな事があっていいんでsky                           | 2012年3月7日  | UPBH-9485 |          |
| ぱすぽ☆の「☆」                                                        | 2012年3月15日 | DVD       | メ〜テレ |
| 「ぱ」「す」「ぽ」                                                    | 2012年8月31日 | LPBR-1    |          |
| 3大フェスLIVE DVD BOX                                                 | 2013年1月30日 | PDBJ-1905 |          |
| 「Next Flight」フェスLIVE DVD                                         | 2013年1月30日 | UPBH-1314 |          |
| 「夏空HANABI」フェスLIVE DVD                                          | 2013年1月30日 | UPBH-1315 |          |
| 「WING」フェスLIVE DVD                                                | 2013年1月30日 | UPBH-1316 |          |
| 渋谷公会堂フライトDVD 〜さようなら ぱすぽ☆ こんにちは PASSPO☆〜       | 2013年5月22日 | UPBH-1338 |          |
| ぱすぽ☆ベスト MUSIC CLIPS                                             | 2013年6月26日 | UPBH-1341 |          |
| PASSPO☆MUSIC CLIPS 2013-2014                                          | 2014年3月26日 | UPBH-1361 |          |
| PASSPO☆フライト2015 新年だよ!5周年とすこし便 〜全曲忘れず踊れるかな〜 | 2015年3月25日 | UPBH-1382 |          |

### 参加作品
| タイトル                   | 収録作品                               | アーティスト         | 発売日        | 規格品番  |
| -------------------------- | -------------------------------------- | -------------------- | ------------- | --------- |
| ブルーバード feat. ぱすぽ☆ | GUILTY PLEASURES ANIMATION             | スコット・マーフィー | 2011年6月29日 | UPCH-1838 |
| 萌えてろよ feat. ぱすぽ☆   | 病めるアイドル                         | アーバンギャルド     | 2012年6月20日 | UPCH-5752 |
| アンパンマンのマーチ       | もしも明日が〜三木たかしトリビュート〜 | Various Artists      | 2012年7月25日 | UICZ-4267 |

## タイアップ
| 年   | 曲名                                                  | タイアップ |
| ---- | ----------------------------------------------------- | --- |
| 2011 | 少女飛行                                              | TBS系『ランク王国』 4月 - 5月オープニングテーマ                                                                   |
| 2011 | キス=スキ                                             | 日本テレビ系『ぐるぐるナインティナイン』 10月 - 12月エンディングテーマ                                            |
| 2012 | 君は僕を好きになる                                    | 日本テレビ系『音龍門』 3月エンディングテーマ                                                                      |
| 2012 | 夏空HANABI                                            | 日本テレビ系『PON!』 8月エンディングテーマ 千葉テレビ放送『ハピはぴ・モーニング〜ハピモ〜』 8月エンディングテーマ |
| 2012 | 夏空HANABI                                            | 汐博2012テーマソング                                                                                              |
| 2012 | Love Diary                                            | H.I.S.クリスマスキャンペーン CMソング（関東）                                                                     |
| 2012 | Love Diary                                            | H.I.S.ウィンターバーゲン CMソング（関西）                                                                         |
| 2013 | サクラ小町                                            | H.I.S.HAPPY春トクキャンペーン CMソング（関西）                                                                    |
| 2013 | サクラ小町                                            | 日本テレビ系『徳井と後藤と麗しのSHELLYが今夜くらべてみました』エンディングテーマ                                  |
| 2013 | サクラ小町                                            | 日本テレビ系『ゲーマーズTV 夜遊び三姉妹』2月エンディングテーマ                                                    |
| 2013 | STEP&GO                                               | テレビ東京系アニメ『探検ドリランド -1000年の真宝-』エンディングテーマ                                             |
| 2013 | Truly                                                 | テレビ東京系アニメ『絶対防衛レヴィアタン』エンディングテーマ                                                      |
| 2013 | 妄想のハワイ                                          | H.I.S.スーパーサマーセール CMソング（関西）                                                                       |
| 2013 | Growing Up                                            | 日本テレビ系『PON!』10月エンディングテーマ                                                                        |
| 2014 | Shiny Road                                            | 映画「俺たち賞金稼ぎ団」主題歌                                                                                    |
| 2017 | すてんだっぷガールズ！ 〜第1話 ダメダメ怪獣にご用心〜 | テレビ朝日系全国放送『musicるTV』9月度オープニングテーマ                                                          |
| 2017 | すてんだっぷガールズ！ 〜第1話 ダメダメ怪獣にご用心〜 | テレビ東京『東京アイドル戦線』9月度オープニングレコメンドソング                                                   |
| 2017 | すてんだっぷガールズ！ 〜第1話 ダメダメ怪獣にご用心〜 | テレビ埼玉『HOT WAVE』9月度オープニングテーマ                                                                     |

## ライブ
主なもの
- ぱすぽ☆TAKEOFF!〜フライトしちゃっていいんでSKY?〜（2010年5月3日、原宿アストロホール）- 初のワンマンライブ[37]
- 1周年記念しちゃっていいんでSKY?（2010年11月23日、morph-Tokyo）
- メジャーデビュー記念ワンマン（2011年5月5日、渋谷Mt.RAINIER HALL）
- 2周年記念フライト（2011年11月19日、赤坂BLITZ）
- CHECK-INツアー（2011年12月、3都市）
- 時を超えてぱすぽ☆はso, 新体制発表でぇござる！の巻（2012年3月31日、中野サンプラザ）[38]
- NextFlightフェス（2012年7月8日、日比谷野外音楽堂）[39]
- Next Flight 特別チャーター便ライブ（2012年7月、3都市）
- 東名阪Zeppツアー（2012年8月、3都市）
- 夏空HANABIフェス（2012年8月26日、よみうりランドオープンシアターEAST）[40]
- 夏空HANABI 特別チャーター便ライブ（2012年9月8日・9日、新宿BLAZE）
- WINGフェス（2012年10月8日、Zepp Tokyo）
- WING 特別チャーター便ライブ（2012年11月、3都市）
- One Worldフェス（2012年11月18日、品川ステラボール）
- 3rd Anniversary（2012年11月25日、新宿BLAZE）
- 渋谷公会堂ワンマンフライト（2012年12月28日、渋谷公会堂）
- PASSPO☆ワンマンフライト 赤坂BLITZ便（2013年2月24日、赤坂BLITZ）- 初の全編生バンド
- チャーター便フライトツアー2013（2013年3月、7都市）
- ぱすぽ☆ベストフェス（2013年4月28日・5月12日、2都市）
- チャーター便フライトツアーin Summer Vacation !!（2013年6月 - 8月、10都市）
- PASSPO☆4周年 PASSPO☆モバイル限定フライト（2013年11月30日、下北沢GARDEN）
- 関東近郊フライトツアー2014（2014年1月 - 2月、8都市）
- 渋谷公会堂ワンマンフライト（2014年5月3日、渋谷公会堂）
- 結成5周年 カウントUPツアー 前編（2014年6月 - 7月、7都市）
- 結成5周年 カウントUPツアー 中編（2014年9月 - 10月、9都市）
- 結成5周年 カウントUPツアー 後編（2014年11月、6都市）
- フライト2015 新年だよ!5周年とすこし便 〜全曲忘れず踊れるかな〜（2015年1月1日、TOKYO DOME CITY HALL）
- ワンマンフライトツアー2015 〜More Attention〜（2015年3月 - 5月、9都市）
- ROCK周年ツアー アリガート便（2015年9月 - 11月、10都市）
- Mr.Wednesday 東名阪フライトツアー（2016年2月、3都市）
- BAND PASSPO☆ 1stワンマンライブ（2016年5月28日、原宿アストロホール）
- PASSPO☆の未来 左右ツアー 〜Road to 所沢航空公園〜（2016年9月 - 11月、9都市）
- PASSPO☆的・野外音楽堂＝所沢航空公園 〜史上最大の野外ワンマンフライト〜（2016年11月19日、所沢航空記念公園 野外ステージ）
- BAND PASSPO☆ 2ndワンマンライブ（2016年12月24日、新宿BLAZE）
- 歌って踊って奏でるツアー（2017年1月 - 4月、11都市）- 1部BAND2部ダンス
- 青年も、大志を抱け！ツアー（2017年6月 - 8月、11都市）
- 青年も、大志を抱け！ツアー ファイナル（2017年9月9日、日本青年館）
- 歌って踊って奏でるツアー 2017→2018（2017年11月 - 2018年2月、8都市）
- PASSPO☆歌って踊って奏でる対バンツアー〜Road to 中野サンプラザ〜（2018年5月 - 9月、8都市）- 1部対バン2部ダンス
- PASSPO☆歌って踊って奏でる対バンツアー〜Road to 中野サンプラザ〜 ファイナル（2018年9月22日、中野サンプラザ）

はっちゃけ隊
- はっちゃけ祭り〜まだまだ夏は終わらない !!〜（2014年9月6日、六本木morph-Tokyo）

### 参加ライブ
2009年
- 10月18日、オンナノコノウタ
- 11月17日、オンナノコノウタ

2010年
- 2月7日、GIRLS POP NEXT＠よしもとプリンスシアター
- 7月29日 - 8月28日、汐留博覧会2010
- 8月7日 - 8日、TOKYO IDOL FESTIVAL 2010 @Shinagawa
- 8月21日、東京ビースターズ＠赤坂サカス
- 8月30日、お台場合衆国2010ペケポンステージ
- 9月7日、上海国際博覧会＊奥仲、増井、槙田、森、安斉が出演
- 10月9日 - 10日、Japan Open Tennis ぱすぽ☆ meets FILA＠有明テニスの森公園
- 10月23日、模型の世界首都 静岡ホビーフェア

2011年
- 1月9日、横浜消防出初式2011
- 5月21日、アイドル・フェスティバル in ヒビヤ
- 6月30日 - 7月4日、Japan Expo2011＠パリノールヴィルパント展示会会場＊槙田欠席
- 8月1日 - 22日、汐留博覧会2011
- 8月8日、めざましライブ2011
- 8月27日 - 28日、TOKYO IDOL FESTIVAL 2011
- 9月19日、TBSラジオ60周年記念 感謝deサカス
- 9月25日、メ〜テレ秋まつり2011
- 10月15日、第8回ゴールドコンサート
- 10月21日 - 22日、羽田空港国際線旅客ターミナル開業1周年セレモニー＠羽田空港国際線ターミナル
- 10月30日、東日本大震災復興祭2011＠SHIBUYA-AX
- 11月26日、アイドル横丁祭 !!＠渋谷公会堂
- 12月3日、auジョイプロジェクト『ドリームポップフェスタ』＊槙田欠席

2012年
- 2月6日、第63回さっぽろ雪まつり
- 3月19日、Color-i J-POP girls spring live＠横浜BLITZ
- 4月7日、Kansai Idol Collection＠大阪城音楽堂
- 6月3日、GIRLS POP expectation at サヨナラZepp Sendai
- 6月23日、POP'nアイドル 02＠Zepp Tokyo
- 6月25日、指原莉乃プロデュース『第一回ゆび祭り〜アイドル臨時総会〜』
- 7月23日、アーバンギャルドの病めるアイドル五番勝負!!!!!
- 7月31日、めざましライブ2012
- 8月4日 - 5日、TOKYO IDOL FESTIVAL 2012
- 8月11日、IDOL NATION
- 8月23日、汐留博覧会2012
- 8月25日、24時間テレビ＠日産グローバル本社
- 8月31日、FES IWAO
- 9月15日、イナズマロックフェス 2012
- 12月1日 - 2日、TABiフェス2012＠関西国際空港
- 12月16日、H.I.S. × Blue Santa＠RIBIA
- 12月24日、FM AICHI WINTER'S JOY 2012 開局記念SPECIAL at centrair

2013年
- 1月12日、東京オートサロン2013＊奥仲欠席
- 2月11日、第64回さっぽろ雪まつり
- 3月2日、the GIRLS' FESTIVAL eve＠なんばHatch
- 4月30日、女の子図鑑 vol.1＠SHIBUYA-AX
- 7月27日、TOKYO IDOL FESTIVAL 2013
- 8月2日、ROCK IN JAPAN FESTIVAL 2013
- 9月22日、SAPPORO GIRLS FLIGHT 2013 September＠Sound Lab mole
- 10月5日、HARAJUKU KAWAII FES 2013

2014年
- 2月11日、第47回NHK福祉大相撲
- 3月29日、アイドル甲子園FESTIVAL 2014
- 4月20日、KYOTO IDOL COLLECTION 2014 in Kyoto Sta.＠京都駅ビル
- 5月4日、ヨコハマ カワイイパーク2014＠山下公園
- 5月10日、KAWAii !!NiPPON EXPO 2014
- 8月3日、TOKYO IDOL FESTIVAL 2014
- 8月31日、@JAM EXPO 2014
- 9月11日、たけなかさんの 愛しい教え子 フェスティバル 〜俺たちのTIFはまだおわらない〜＠新宿BLAZE - アップアップガールズ（仮）との2マン
- 9月12日、ヨコちゃん逝ったよ〜全員集合！！＠CLUB CITTA'

2015年
- 1月25日、KAWAII POP FES by@JAM×J-GIRL POP WAVE vol.4 in 台湾 2015
- 2月2日、日本ツインテールアワード2015
- 6月6日、Sapporo-Girls Link Special 2015＠札幌芸術の森野外ステージ
- 7月20日、SEKIGAHARA IDOL WARS 2015〜関ケ原唄姫合戦〜＠桃配運動公園＊増井欠席
- 8月1日 - 2日、TOKYO IDOL FESTIVAL 2015
- 8月29日、@JAM EXPO 2015
- 8月30日、@JAM EXPO×アイドル甲子園
- 10月31日、日本女子博覧会 -JAPAN GIRLS EXPO 2015 秋-＠インテックス大阪5号館
- 11月1日、AKASAKA HALLOWEEN 2015「アイドル×お笑い・ハロウィン」＠赤坂BLITZ
- 12月23日、SHIGA IDOL COLLECTION 〜2015 X’mas Special〜＠なんばHatch

2016年
- 7月2日、アイドル横丁まつり!!〜2016〜
- 8月5日 - 7日、TOKYO IDOL FESTIVAL 2016
- 8月24日・25日、@JAM EXPO 2016
- 10月2日、アイドルネッサンス主催2マン「対するネッサンス!!」＠下北沢GARDEN。

2017年
- 7月8日・9日、アイドル横丁夏まつり!!〜2017〜
- 8月4日 - 6日、TOKYO IDOL FESTIVAL 2017
- 8月26日・27日、@JAM EXPO 2017

2018年
- 8月3日 - 5日、TOKYO IDOL FESTIVAL 2018
- 8月25日・26日、@JAM EXPO 2018

## イベント
| 日付              | タイトル                                                        | 会場                                    | 備考                                           |
| 2010年            | 2010年                                                          | 2010年                                  | 2010年                                         |
| ----------------- | --------------------------------------------------------------- | --------------------------------------- | ---------------------------------------------- |
| 4月11日           | マイレージツアー第1弾 日帰り浜松バスツアー                      | YOUNG&ADULT                             | 下北FM出張公開放送in浜松にてライブ             |
| 5月16日           | マイレージツアー第2弾 日帰り鬼怒川バスツアー                    | 東武ワールドスクウェア                  |                                                |
| 6月6日            | マイレージツアー第3弾 日帰りバスツアー〜信州松本編〜            | 信州まつもと空港                        | 初の空港ライブ                                 |
| 6月27日           | 公開ダンスレッスン                                              | 渋谷DUPLEX B's                          |                                                |
| 8月1日            | 東京湾納涼船2010 〜クルー浴衣祭〜                               | 東京湾納涼船                            |                                                |
| 9月19日 - 20日    | 面会                                                            | 渋谷DUPLEX B's                          |                                                |
| 9月28日 - 10月4日 | ぱすぽ☆×iPRESS cafe                                             | 渋谷                                    |                                                |
| 12月25日          | X'masボウリング大会・X'masパーティー                            | 横浜                                    |                                                |
| 2011年            |                                                                 |                                         |                                                |
| 1月30日           | 就航式                                                          | ベルサール秋葉原                        |                                                |
| 2011年2月3日      | 神田明神 節分祭                                                 | 神田明神                                | 槙田欠席                                       |
| 2月12日           | パッセンジャー会議                                              | 秋葉原UDXシアター                       |                                                |
| 5月4日            | オリコンデイリーチャート発表会                                  | UDXシアター                             |                                                |
| 5月14日           | バスツアー PVロケ地巡りの旅                                     | 航空科学博物館                          |                                                |
| 6月30日 - 7月4日  | ぱすぽ☆と行く!Japan Expo パリツアー                             | ノールヴィルパント展示会場 パリ市内観光 | 槙田欠席                                       |
| 7月17日・18日     | 竹中夏海ダンススクール                                          | プラチナムレッスンルーム                |                                                |
| 9月5日            | パッセンジャー会議                                              | 掲示板会議                              |                                                |
| 9月25日           | 竹中夏海ダンススクール                                          | プラチナムレッスンルーム                |                                                |
| 12月24日          | X'mas イベント in 浅草花やしき                                  | 浅草花やしき                            |                                                |
| 2012年            |                                                                 |                                         |                                                |
| 1月9日            | パッセンジャー会議                                              | ユニバーサルミュージック                |                                                |
| 6月11日 - 17日    | 「ぱすぽ神社」建立                                              | 羽田神社                                |                                                |
| 6月17日           | ぱすぽ☆のはっちゃけNIGHT                                        | morph-tokyo                             | 岩村、藤本、安斉、MC竹中が出演                 |
| 12月23日          | はっちゃけNIGHT vol.2                                           | SHOWER LOUNGE PLUS                      | 根岸、森、岩村、藤本、安斉が出演               |
| 2013年            |                                                                 |                                         |                                                |
| 3月9日            | 「サクラ小町」応募抽選イベント                                  | 中野サンプラザ                          | サプライズアトラクション実施                   |
| 4月6日            | PASSPO☆のはっちゃけNIGHT vol.3                                  | morph-tokyo                             | 根岸、森、岩村、藤本、安斉が出演               |
| 4月21日           | 「尺うまTV」公開収録                                            | Studio Cube 326                         |                                                |
| 5月3日 - 6日      | G.W.に行く!H.I.S.×チャイナエアライン×PASSPO☆スペシャルフライト! | 西門紅樓展演館 台北市内観光             | 初の海外チャーター便（台湾）                   |
| 9月13日           | PASSPO☆ presents JEJEJET!                                       | SHIBUYA-AX                              | HAWAIIAN6、EGG BRAIN、Northern19、UNITEDが出演 |
| 11月1日 - 4日     | チャーターフライト in グアム                                    | グアム観光                              | 海外チャーター便                               |
| 11月23日          | はっちゃけNIGHT vol.4                                           | 吉祥寺SEATA                             | 根岸、奥仲、槙田、森、岩村、安斉、藤本が出演   |
| 11月29日          | はっちゃけられナイト                                            | 下北沢GARDEN                            | 増井、玉井が出演                               |
| 2014年            |                                                                 |                                         |                                                |
| 1月13日           | PASSPO☆大新年会                                                 | 恵比寿LIQUIDROOM                        |                                                |
| 4月27日           | ニコニコ超会議3                                                 |                                         | 根岸・奥仲・増井が出演                         |
| 2017年            |                                                                 |                                         |                                                |
| 12月31日          | 2017カウントダウンパーティー                                    | 原宿アストロホール                      |                                                |

## 出演

### テレビ
- アテンションプリーズ☆（2010年4月5日 - 6月28日、tvk）
- めちゃ×2イケてるッ!「AKB48以外だらけの爆笑アイドル大運動会」（2011年9月17日、フジテレビ）
- あほやねん!すきやねん!（2011年9月29日 - 2012年12月18日、NHK大阪） - 根岸、増井、奥仲、岩村、玉井、安斉
- 音龍門（2011年、日本テレビ）
- ストリートファイターズ、ROCK化計画（2011年10月 - 12月、テレビ朝日）
- Japan in Motion Season 4 - 8（2011年5月17日 - 2013年3月26日、NOLIFE[45]）
- 第45回爆笑ヒットパレード2012（2012年1月1日、フジテレビ）
- フェス・岩尾（2012年2月26日・9月23日、TOKYO MX）
- ハイテンション☆プリーズ（2012年4月4日・4月11日・4月18日、TOKYO MX）
- 空ドル（2012年12月3日 - 7日、ABCテレビ） - 奥仲欠席
- PASSPO☆の尺うまTV（2013年4月6日 - 9月28日、テレビ東京）
- アイドル New Year サミット 2016 （2015年12月31日、フジテレビ） - 根岸、増井、玉井
- アイドル・シャッフルドラマ選手権（2017年3月12日 - 4月30日、MBS）[46] - 増井

### テレビドラマ
- 名古屋行き最終列車 （2012年12月19日〈3番ホーム〉、2014年1月29日〈第3夜〉、2015年2月3日(第2夜)、名古屋テレビ） - 増井
- 三人兄弟2（2016年10月 - 、メ〜テレ） - 増井（武井珊瑚 役）
- 校則アイドル〜淑女の学園〜（2017年9月3日、MBS）[46] - 増井（松平塔子 役）

### CM
- TBSラジオモバイル キャンペーンガールズ（2011年）
- H.I.S.「ウインターバーゲン2012年」（2012年、関西地区TVCMほか）
- ぱすぽ☆ × JOYSOUND コラボキャンペーン（2012年12月10日 - 2013年1月15日）
- H.I.S.「HAPPY春トクキャンペーン」（2013年、関西地区TVCMほか）
- H.I.S.「スーパーサマーセール」（2013年、関西地区TVCMほか）
- タキロン「タキロン×PASSPO☆スペシャルプロジェクト」（2013年）
- ゲームオン「PASSPO☆inみんなで三国志」（2014年）

### ラジオ
- 根岸愛のもちもち機内放送(*´ω｀*)（2013年4月7日 - 2013年9月、HBCラジオ） - 根岸
- ゴチャ・まぜっ!日曜日（2013年4月21日 - 2014年3月30日、MBSラジオ） - 増井
- PASSPO☆深夜便（2013年6月30日、NACK5）
- PASSPO☆根岸愛のもちもち機内放送(*´ω｀*)2014便（2014年4月6日 - 、HBCラジオ） - 根岸
- 60TRY部（ロクマルトライブ）水曜（2014年9月30日 - 、ラジオ日本） - 玉井

### 映画
- 学校裏サイト（2009年7月25日）
- ハイテンション☆プリーズ（2011年6月18日）
- Cheerfu11y（2011年10月22日） - 森、玉井、佐久間、安斉[47][48]
- ボクが修学旅行に行けなかった理由（2013年7月6日） - 根岸、増井、槙田

### 舞台
- サクラ色（2010年3月20日 - 22日、劇場HOPE / 再演：8月28日、汐留AX）
- 第5回Girls Award 2012 SPRING/SUMMER（2012年5月26日、国立代々木競技場第一体育館） - 安斉
- ダウト!国立公安女子校（2012年10月25日 - 28日、銀座博品館劇場） - 根岸、増井、槙田
- 第6回Girls Award 2012 AUTUMN/WINTER（2012年11月8日、国立代々木競技場第一体育館） - 安斉
- 舞台 増田こうすけ劇場 ギャグマンガ日和 デラックス風味（2016年4月、AiiA 2.5 Theater Tokyo） - 根岸（テンテン 役）、増井（普通田ふつこ 役）

### ネット配信
- ぱすぽ☆サミット（2010年4月16日、ピグスタ）
- ぱすぽ☆ウェブフライトしていんでsky!（2011年1月13日 - 9月28日、あっ!とおどろく放送局）
- ぱすぽ☆3rdシングルリリース記念特番〜アメスタJET307でテイクオフ〜（2012年3月2日、ニコニコ生放送・Ustream）
- ぱすぽ☆「Next Flight」リリース記念フライト〜行き先はニコニコ本社でsky!?〜（2012年6月16日、ニコニコ生放送）
- ぱすぽ☆がニコニコ本社でクルーズでSKY!?『WING』リリース生放送（2012年10月7日、ニコニコ生放送）
- PASSPO☆の〜No.1 カラオケ小町〜presented by JOYSOUND（2013年2月10日、ニコニコ生放送）
- PASSPO☆『STEP&GO/キャンディー・ルーム』リリース記念生放送（2013年5月22日、ニコニコ生放送）
- PASSPO☆のっかるTV（2014年2月 - 2014年4月、テレ朝動画）
- PASSPO☆ CHANNEL（2014年4月 - 2016年4月、YNN）
- PASSPO☆のFree Flight（2014年5月 - 2018年9月、SHOWROOM）
- PASSPO☆航空！ じぇっTV（2015年7月 - 2018年9月、Kawaiian TV）

### ゲーム
- 突然ですが「ぱすぽ☆」ですっ（2012年2月14日、Mobage）

## 書籍

### オフィシャルブック
- CIELO passpo official photo book（2010年12月6日、SymBook）、販売部数1,000冊限定[49]。
- オフィシャルブック「ATTENTION PLEASE ビジュアル編」（2011年11月15日、東京ニュース通信社）[50]。
- オフィシャルブック「ATTENTION PLEASE キャラクター編」（2011年11月15日、東京ニュース通信社）[51]。
- オフィシャルブック「First Wing」（2012年3月26日、ヤマハミュージックメディア）[52]。
- オフィシャルブック「PASSPO☆の脱皮」（2015年5月23日、エムオン・エンタテインメント）

### 写真集
- RUN RUN まこと（2011年11月2日、集英社）、撮影：川島小鳥[53]- 奥仲。
- Nobody Knows（2013年4月1日、東京ニュース通信社）[54]- 根岸。
- 30（mio）Pocket（2013年4月1日、東京ニュース通信社）[55]- 増井。
- かわいくてマコトにすいません！（2013年4月15日、講談社）、撮影・小塚毅之[56]- 奥仲。
- Luv for all（2014年2月14日、東京ニュース通信社）[57]- 根岸。

### 雑誌
- ネクストブレイク! アイドルNo.1 2010〜2011
- 電撃ゲームス Vol.18（アスキー・メディアワークス）
- BOMB（4月号 - 、学研パブリッシング） - 奥仲、槙田のみ。
- 週刊プレイボーイ（2011年7月号、集英社） - 全員。
- B.L.T. 連載「TEN COLOR RAINBOW」（2011年7月24日号 - 、東京ニュース通信社）

### カレンダー
- ぱすぽ☆ 2012年CALENDAR（2011年11月15日、東京ニュース通信社）

### トレーディングカード
- ヒッツ！リミテッド 奥仲麻琴 1stトレーディングカード（2012年7月7日、ヒッツ） - 奥仲。